# Remi Wolf
Remi Francis Wolf (nascuda el 2 de febrer del 1996) és una cantant i compositora nord-americana de Palo Alto, Califòrnia. Quan feia l'últim curs a l'institut, va participar com a concursant a American Idol el 2014. Després d'acabar el grau universitari de música el 2018, va fer el seu debut en solitari amb l'EP autoeditat You're a Dog! a l'octubre del 2019. Més endavant, Wolf va publicar un segon EP, I'm Allergic to Dogs!, de la mà d'Island Records i Virgin EMI Records el juny del 2020, seguit del seu àlbum d'estudi debut, Juno, l'octubre del 2021. Va publicar el seu segon àlbum, Big Ideas, el 12 de juliol del 2024.

## Primers anys i educació
Wolf va néixer a Palo Alto, Califòrnia, el 2 de febrer del 1996, filla de mare siciliana i pare rus-persa. Quan tenia uns vuit anys es va interessar per l'esquí de competició i va representar els EUA en esquí alpí als Jocs Olímpics de la Joventut durant dos anys consecutius.
Quan tenia 14 anys, Wolf va fundar el seu primer grup amb una amiga, anomenat Remi and Chloe (més tard, Remi, Chloe, & The Extracts). Quan estava a l'últim any a Palo Alto High School, Wolf va aparèixer com a concursant durant les rondes d'audicions a la tretzena temporada d'American Idol el 2014, però tot i no haver estat rebutjada formalment, no va reaparèixer més tard al programa. A 17 anys, es va traslladar a Los Angeles per estudiar a la USC Thornton School of Music i es va graduar el 2018, quan tenia 22 anys.

## Trajectòria
Wolf va conèixer el productor Jared Solomon (també conegut com a Solomonophonic) mentre anava a l'institut i va començar a col·laborar amb ell més endavant. El seu primer senzill, "Guy", va ser produït per Solomon i es va publicar el 2019. Després de l'èxit d'aquesta cançó, Wolf va fer de telonera per a Still Woozy durant la seva gira a l'abril d'aquell any. També va anar de gira amb Cautious Clay i va actuar tant al Los Angeles Times Festival of Books com al Viva Pomona!. Va publicar el seu primer EP, You're a Dog!, el setembre del 2019. Més endavant va signar amb Island Records, una divisió d'Universal Music Group.
El seu primer senzill amb Island Records, "Woo!", es va publicar l'abril del 2020, seguit de dos senzills més, "Photo ID" i "Disco Man". Aquests temes s'acaben incloent al segon EP de Wolf, I'm Allergic to Dogs!, publicat el juny del 2020 amb Island Records. "Foto ID" va tenir moltes reproduccions i comparticions a TikTok al llarg del 2020. El novembre del 2020, el seu senzill "Hello Hello Hello" va aparèixer en un anunci per a l'iPhone 12. El maig del 2021, va publicar We Love Dogs!, un EP de remix amb aparicions d'artistes com Sylvan Esso, Beck, Dominic Fike i Hot Chip.
Uns mesos més tard, Wolf va començar a publicar senzills nous, com ara "Liquor Store", "Grumpy Old Man" i "Quiet on Set". Aquests senzills s'inclouen en el seu àlbum d'estudi debut, Juno, publicat amb Island Records l'octubre del 2021. El març del 2022, va publicar el senzill "Pool" amb Still Woozy. Més tard aquell any, Wolf va fer de telonera per a Lorde en la seva gira "Solar Power" per Nord-amèrica. El juny del 2022, Wolf va publicar una versió "deluxe" de Juno amb quatre cançons addicionals. Aquell mes, va fer una gira per Europa, amb una parada al festival Firenze Rocks a Florència, Itàlia, on va actuar amb els Red Hot Chili Peppers i Nas. Aquesta va ser la primera etapa de la gira "Gwingle Gwongle" de Wolf, que després va continuar per Nord-amèrica a la tardor de 2022. L'agost del 2022, en col·laboració amb Spotify, Wolf va publicar l'EP Live at Electric Lady, un recull de sis cançons en directe, inclosa una versió de "Pink + White" de Frank Ocean. El novembre del 2022, Wolf va anunciar la seva primera gira per Austràlia i Nova Zelanda, durant la qual tenia diversos concerts com a artista principal i també com a part del cartell d'alguns festivals entre desembre del 2022 i gener del 2023. Wolf va actuar al 22è Festival de Música i Arts de la Vall de Coachella l'abril del 2023. El seu hit "Monte Carlo" va aparèixer a la pel·lícula de Netflix You Are So Not Invited to My Bat Mitzvah l'agost del 2023. El març del 2024 va publicar un senzill, "Cinderella", i va anunciar un nou àlbum, Big Ideas, que es publicaria el juliol del 2024. Abans de la publicació del nou àlbum va fer de telonera en alguns dels concerts a Europa de la gira Guts World Tour d'Olivia Rodrigo.

## Art
Musicalment, Wolf descriu la seva obra com un gènere "funky soul pop". En una entrevista del 2021, va dir que vol "intentar innovar constantment el so de la música pop" i "esborrar les regles del pop". El New York Times va escriure que converteix el gènere bedroom pop (o lo-fi) en "explosions d'hipercolor". Wolf ha citat Still Woozy, SZA i John Mayer com a algunes de les seves influències musicals.

## Vida privada
Wolf és bisexual. Viu a Los Angeles des de l'any 2014. El juny del 2020, va ingressar a una clínica de rehabilitació per un trastorn per consum d'alcohol. Ha afirmat que està sòbria des d'aleshores i que, en el passat, bevia sovint fins al punt de perdre el coneixement; tot i que podia fer vida quotidiana, havia començat a barallar-se amb la família, els amics i els col·laboradors. Té un trastorn per dèficit d'atenció amb hiperactivitat.

## Discografia

### Àlbums d'estudi
| Títol     | Detalls |
| --------- | --- |
| Juno      | Publicació: 15 d'octubre del 2021 Segell: Island Records Formats: CD, descàrrega digital, streaming, vinil |
| Big Ideas | Publicació: 12 de juliol del 2024 Segell: Island Records                                                   |

### EP
| Títol                 | Detalls                                                                                                 |
| --------------------- | --- |
| You're a Dog!         | Publicació: 20 de setembre del 2019 Segell: Island Records Formats: descàrrega digital, streaming       |
| I'm Allergic to Dogs! | Publicació: 24 de juny del 2020 Segell: Island Records Formats: descàrrega digital, streaming           |
| We Love Dogs!         | Publicació: 5 de maig del 2021 Segell: Island Records Formats: CD, descàrrega digital, streaming, vinil |

### Reculls en directe
| Títol                    | Detalls                                                                                      |
| ------------------------ | -------------------------------------------------------------------------------------------- |
| EP Live at Electric Lady | Publicació: 4 d'agost del 2022 Segell: Island Records Formats: descàrrega digital, streaming |

### Senzills

#### Com a artista principal
| Títol                                             | Any  | Àlbum/s               |
| ------------------------------------------------- | ---- | --------------------- |
| "Guy"                                             | 2019 | You're a Dog!         |
| "Sauce"                                           | 2019 | You're a Dog!         |
| "Shawty"                                          | 2019 | You're a Dog!         |
| "Rufufus"                                         | 2019 | You're a Dog!         |
| "Bad Behaviour"                                   | 2019 | Senzill fora d'àlbum  |
| "Woo"                                             | 2020 | I'm Allergic to Dogs! |
| "Photo ID" (en solitari o remix amb Dominic Fike) | 2020 | I'm Allergic to Dogs! |
| "Disco Man"                                       | 2020 | I'm Allergic to Dogs! |
| "Monte Carlo"                                     | 2020 | Senzill fora d'àlbum  |
| "Hello Hello Hello"                               | 2020 | I'm Allergic to Dogs! |
| "Liz"                                             | 2021 | Juno (Deluxe)         |
| "Liquor Store"                                    | 2021 | Juno                  |
| "Pool" (amb Still Woozy)                          | 2022 | Senzill fora d'àlbum  |
| "Michael"                                         | 2022 | Juno (Deluxe)         |
| "Prescription"                                    | 2023 | Senzill fora d'àlbum  |
| "Cinderella"                                      | 2024 | Big Ideas             |
| "Toro"                                            | 2024 | Big Ideas             |
| "Alone in Miami"                                  | 2024 | Big Ideas             |
| "Motorcycle"                                      | 2024 | Big Ideas             |
| "Soup"                                            | 2024 | Big Ideas             |

#### Com a artista destacada
| Títol                                                                                           | Any  | Àlbum/s              |
| ----------------------------------------------------------------------------------------------- | ---- | -------------------- |
| "Cheesin" (Cautious Clay amb Still Woozy, Melanie Faye, Claud, Remi Wolf, HXNS i Sophie Meiers) | 2020 | Senzill fora d'àlbum |
| "OK" (Wallows amb Remi Wolf i Solomonophonic)                                                   | 2021 | Remote (Deluxe)      |
| "Pyjamas" (Benny Sings amb Remi Wolf)                                                           | 2023 | Young Hearts         |
| "Hospital (One Man Down) (Madison Cunningham amb Remi Wolf)                                     | 2023 | Senzill fora d'àlbum |
| "You First (Re: Remi Wolf) (Paramore amb Remi Wolf)                                             | 2023 | Re: This is Why      |
| "Lucky" (Zedd amb Remi Wolf)                                                                    | 2024 | Telos                |

### Crèdits de composició
| Any  | Artista              | Àlbum                           | Cançó               | Coescrita amb                                                      |
| ---- | -------------------- | ------------------------------- | ------------------- | ------------------------------------------------------------------ |
| 2018 | Wallows              | Spring                          | "These Days"        | Braeden Lemasters, Dylan Minnette, Cole Preston, Julian McClanahan |
| 2020 | George Alice, Nasaya | Growing Pains                   | "Stuck In A Bubble" | George Alice, Théo Hoarau                                          |
| 2023 | Jacob Collier        | Djesse Vol. <i id="mwAsE">4</i> | "WELLLL"            | Jacob Collier                                                      |

## Gires

### Artista principal
- Gira Gwingle Gwongle (2022)
- Big Ideas Tour (2024)[48]

### Telonera
- Context Tour de Catious Clay (2019)
- Love and Power Tour de Halsey (2022)
- Solar Power de Lorde (Nord-amèrica) (2023)
- This Is Why Tour de Paramore (Oceania) (2023)
- Guts World Tour d'Olivia Rodrigo (Europa) (2024)